# Anton Ivanovič Děnikin
Anton Ivanovič Děnikin (rusky Анто́н Ива́нович Дени́кин; 16. prosince 1872, Włocławek – 8. srpna 1947, Ann Arbor) byl generál ruské carské armády a v době občanské války v Rusku jeden z bílých generálů.

## Mládí
Anton Ivanovič Děnikin se narodil 16. prosince 1872 ve vesnici Szpetal Dolny, která je dnes součástí města Włocławek ve středním Polsku. Jeho otec Ivan Jefimovič Děnikin pocházel z jihoruského Saratova, kde sloužil 25 let jako voják. Po odchodu do důchodu v roce 1869 se oženil s chudou polskou švadlenou Elżbietou Wrzesińskou. Celá rodina se usadila v Polsku, jež bylo součástí carského Ruska. Rodina žila v chudobě a po smrti Antonova otce v roce 1885 se celá situace ještě zhoršila. Aby zlepšil finanční situaci, Anton Děnikin doučoval ve škole své spolužáky. V roce 1890 nastoupil do vojenské školy v Kyjevě, kterou dokončil o dva roky později. Neúspěšně se pokoušel přihlásit na vojenskou akademii. Prvních ostrých bojů se Děnikin účastnil za rusko-japonské války v roce 1905. Po válce začal poměrně rychle stoupat v pozicích v carské armádě.

## První světová válka
Po vypuknutí první světové války sloužil v Brusilovově armádě na východní frontě. V roce 1915 byl povýšen na generála. Vedl vojsko během Brusilovovy ofenzívy v roce 1916 do Rumunska.

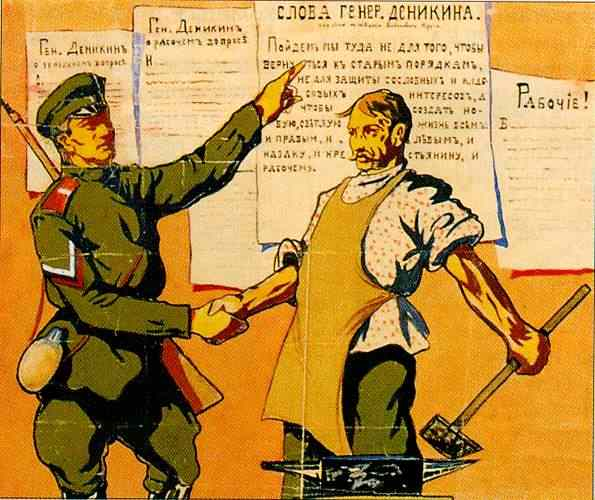
Bělogvardějský plakát s citací generála A. Děnikina (1919)

Během únorové revoluce se Děnikin neúspěšně pokusil o sesazení svého nadřízeného v armádě. Za tento čin byl uvězněn.

## Občanská válka
Během říjnové revoluce se podařilo Děnikinovi utéct. V jižním Rusku se spojil s bývalými carskými důstojníky a založit Dobrovolnickou armádu. Ta se účastnila ruské občanské války na straně bělogvardějců. V roce 1918 se stal vrchním velitelem. Velel bílé armádě při útoku na Moskvu. Jedním z těch, kdo Děnikina podporovali, byl i politik a vrah Grigorije Rasputina Vladimir Mitrofanovič Puriškevič. Děnikinova armáda postupovala velice rychle, ale velitel Rudé armády Trockij uzavřel spojenectví s anarchistickou Černou armádou vedenou Nestorem Machnem. Děnikinova armáda byla zdecimována během orelsko-kromské operace 400 kilometrů jižně od Moskvy v listopadu roku 1919. Posléze se Rudá armáda otočila proti svému někdejšímu spojenci a zlikvidovala i Machnovu Černou armádu. Zbývající Děnikinovy jednotky se pak soustředily na Krymu. V dubnu 1920 v tváří tvář neodvratné porážce Děnikin rezignoval na post velitele armády a odplul do Konstantinopole.

## Exil

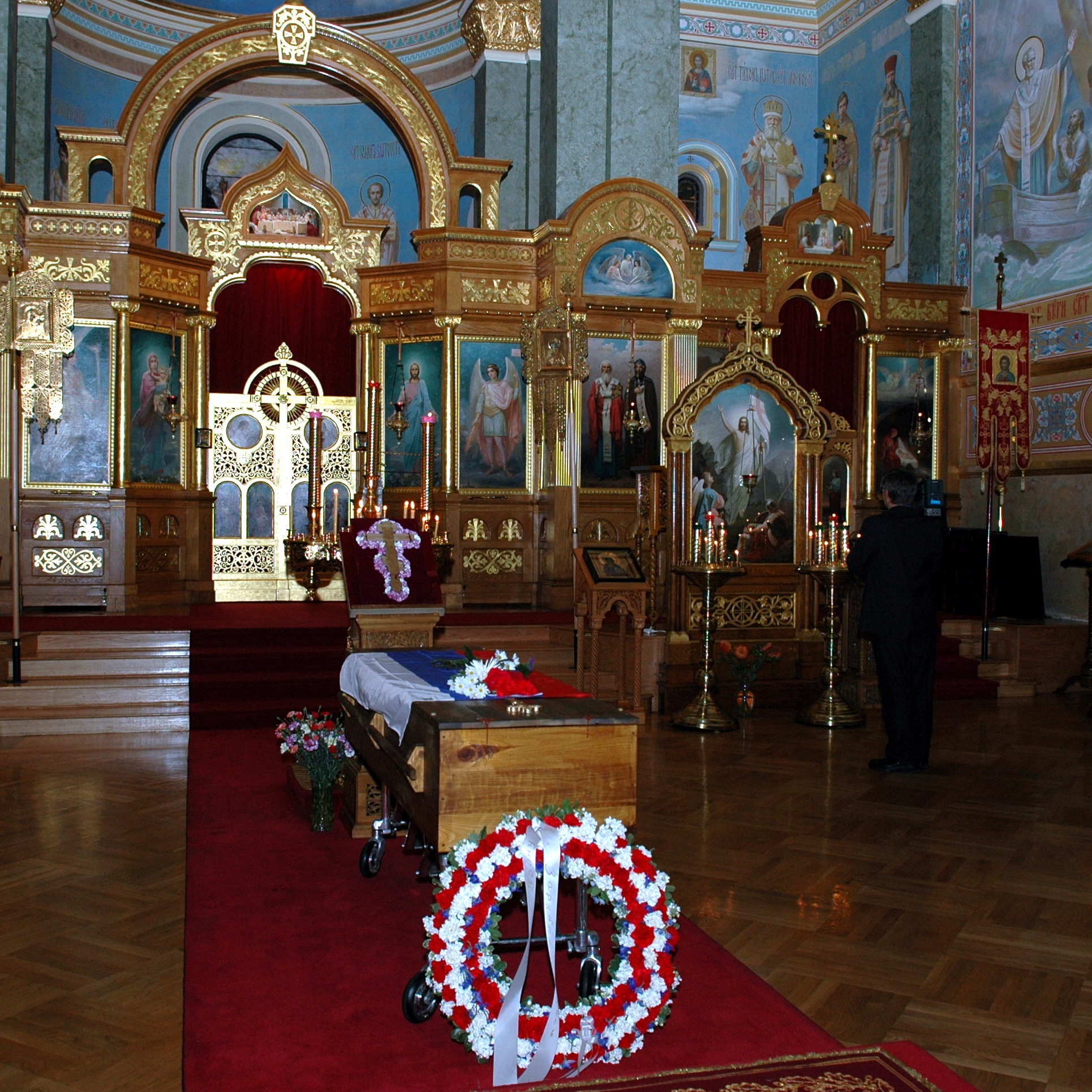
Děnikinova rakev v ruské pravoslavné katedrále sv. Mikuláše v New Yorku

Několik měsíců žil v Anglii, pak v Belgii a Maďarsku. Od roku 1926 žil ve Francii. Ačkoli nikdy nepřestal vystupovat proti bolševikům, stáhl se na okraj exilového hnutí. I to však stačilo bolševikům, aby se pokusili Děnikina unést do sovětského Ruska. Děnikin byl velice nadaný spisovatel. Během života v exilu napsal mnoho prací o bojích během první světové a následné občanské války.

## Druhá světová válka

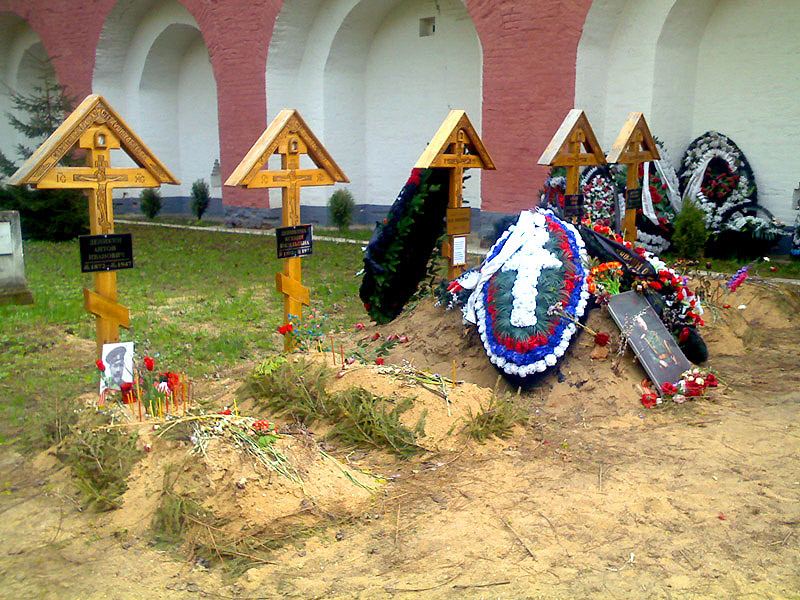
Hroby generála Antona Děnikina a filosofa Ivana Iljina na Donském hřbitově v Moskvě (2007)

V roce 1940 po porážce Francie nacistickým Německem opustil Paříž, aby se vyhnul uvěznění. Byl však zajat. Odmítl jakékoliv použití své osoby pro nacistickou antisovětskou propagandu. Němci Děnikina vykázali na venkov, kde ho hlídali. Po celou dobu svého vězení odmítal antisemitismus. Ke konci války silně apeloval na západní spojence, aby ruské zajatce násilně nevraceli do SSSR, kde je podle jeho správného tušení čekala smrt nebo vězení, ale byl neúspěšný.

## Smrt
Od roku 1945 do své smrti v roce 1947 žil v New Yorku v USA. Zemřel 8. srpna 1947. Byl pohřben se všemi vojenskými poctami na hřbitově v Detroitu. Jeho dcera Marina Antonovna Děnikinová v roce 2005 úspěšně požádala o ruské občanství. Se souhlasem prezidenta Putina pak byly ostatky generála Děnikina převezeny z USA do Ruska a pohřbeny na hřbitově Donského kláštera v Moskvě.